# Paz Alicia Garciadiego
Paz Alicia Garciadiego (Ciudad de México, 4 de septiembre de 1949) es una guionista mexicana conocida por su trabajo como tal en las películas de su esposo, Arturo Ripstein. En el 2003, se le concedió la nacionalidad española, por carta de naturaleza.

## Biografía
Hija de una familia de clase media, creció en Colonia Juárez (Ciudad de México) y desde muy joven disfrutó de escuchar y leer historias con su abuela veracruzana. Se graduó en una escuela católica en 1968. Se casó muy joven y después de tener su primera hija, estudió Letras Hispánicas en la Universidad Nacional Autónoma de México (UNAM). Después de una breve residencia en Madison, Wisconsin, estudió Estudios Latinoamericanos en la misma universidad, donde luego dio clases.
Comenzó a trabajar como escritora en la Secretaría de Educación Pública adaptando clásicos literarios y episodios de historia mexicana en cómics, luego trabajó escribiendo contenido educativo para niños en la Unidad de Televisión Educativa y Cultural (UTEC). Allí conoció al director de cine Arturo Ripstein y hicieron la adaptación de El gallo de oro de Juan Rulfo, en la que sería su primera colaboración El imperio de la fortuna (1986), ganadora de Premio Ariel en categorías diferentes. Desde entonces han trabajado juntos en 15 largometrajes. 
Entre sus historias, algunas se han inspirado en sucesos reales leídos en periódicos (Profundo Carmesí, La calle de la amargura), pero también ha hecho diversas adaptaciones de obras literarias (novelas, cuentos cortos) de muy reconocidos escritorios (Rulfo, Guy de Maupassant, Mahfuz, García Márquez, Flaubert). Sobre el proceso de adaptación, esgrime “Hay que hacer de la historia algo mío, arrebatársela al autor. Tienes que faltarle absolutamente el respeto. Agarras el filete, que es la novela, y la trituras hasta convertirla en carne molida para darle la forma que el cine necesita”.
En 1996, en la 53° edición del Mostra Internazionale di Cinema de Venecia, recibió el premio de León de Oro al mejor guion por Profundo Carmesí. En 2000, ganó el premio Concha de Plata al mejor guion en el Festival de Cine de San Sebastián por La perdición de los hombres, película que también fue galardonada con la Concha de Oro como mejor película. En 2013, Garciadiego recibió la medalla Salvador Toscano de la Cineteca Nacional y de la Fundación Carmen Toscano. En 2019, fue reconocida con el Ariel de Oro a la Trayectoria, de la Academia Mexicana de Artes y Ciencias Cinematográficas (AMACC). Siendo la primera guionista en recibir ese premio, para ella fue un reconocimiento a la importancia del guion en la cinematografía.

## Guiones
(Nota.- El director fue, en la gran mayoría de los casos, Arturo Ripstein.)
- El diablo entre las piernas (2019)
- La calle de la amargura (2015)
- Las razones del corazón (2011)
- El carnaval de Sodoma (2006)
- La virgen de la lujuria (2002)
- La perdición de los hombres (2000)
- Así es la vida (2000) (basada en la tragedia griegaMedea)
- El coronel no tiene quien le escriba (1999) (basada en la novela homónima de Gabriel García Márquez)
- El evangelio de las maravillas (1998)
- Profundo carmesí (1996)
- La reina de la noche (1994)
- Principio y fin (1993)
- La mujer del puerto (1991)
- Ciudad de ciegos (1991)
- Noche de paz (1989)
- Mentiras piadosas (1987)
- El imperio de la fortuna (1985)

## Premios y reconocimientos
Festival Internacional de Cine de Venecia
| Año  | Categoría                    | Película         | Resultado |
| ---- | ---------------------------- | ---------------- | --------- |
| 1996 | Premio Osella al mejor guion | Profundo carmesí | Ganadora  |

- Medalla Salvador Toscano al Mérito Cinematográfico[13]
- Ariel de Oro a la Trayectoria[14][11][15]

## Publicaciones
Guiones
- Profundo Carmesí, Ciudad de México, Ediciones El Milagro - IMCINE, 1996. ISBN: 968-6773-31-2 Con Prólogo de Emilio García Riera e Introducción de Jorge Ruffinelli.
- La mujer del puerto, Barcelona, Revista Viridiana No. 14, Casa de América, 1997. ISSN: 1132-9041. Textos de Joaquín Jordá, Jorge Ruffinelli, Paulo Antonio Paranaguá y Eduardo de la Vega Alfaro.[16]
- El evangelio de las maravillas (La nueva Jerusalén), Xalapa, Universidad Veracruzana, 1998. ISBN: 968-834-440-0.
- El Coronel no tiene quien le escriba, Xalapa, Universidad Veracruzana, 1998. ISBN: 978-968-834-4897.
- La perdición de los hombres, Ocho y Medio y Conaculta, Colección Espiral, 2000. ISBN: 84-931376-4-2. Edición facsimilar, con dibujos y anotaciones de Arturo Ripstein.[17]
- Así es la vida..., Madrid, Ocho y Medio y Conaculta, Colección Espiral, 2001.[18]

Relatos breves
- "Reflexiones en voz alta", en Luis Arturo Ramos (comp.), Colección Ficción. Testimonios desde la memoria colectiva, Xalapa, Universidad Veracruzana, 2014, pp. 116-123.[19]
- "Amor de madre", El País, 2015.[20]